# Soompi Awards
Soompi Awards é uma premiação anual de música k-pop e k-drama sul coreana, acontece anualmente e é reconhecida mundialmente no meio do k-pop. Em 2018 os apresentadores são Oh My Girl e Monsta X e ocorre em parceria com a Fuse TV ecom o Twitter. Entre os indicados de 2018 estão BTS, Got 7, EXO e Red Velvet, a categoria Twitter Best Fandom é a mais concorrida, as votações acontecem no Twitter e frequentemente vai os Trending Topics do Twitter. 

## Vencedores 2018
Best Female Solo	
- IU

Best Male Solo	
- Baekhyun

Best Female Group	
- GFRIEND

Best Male Group	
- GOT7

Best Hip-Hop/R&B Artist	
- Heize

Breakout Artist	
- Monsta X

Best Collaboration	
- Mic Drop Remix (BTS x Desiigner x Steve Aoki)

Best Choreography	
- DNA (BTS)

Best Stage Outfit	
- Holiday (Girls’ Generation)

Rookie of the Year	
- Wanna One

Song of the Year	
- DNA (BTS)

Album of the Year	
- You Never Walk Alone (BTS)

Artist of the Year	
- BTS

Breakout Actor	
- Jung Hae In (While You Were Sleeping)

Twitter Best Fandom
- GOT7